# Body Killer
Body Killer è un film del 2009 diretto da Lee Gordon Demarbre.

## Trama
Cassie è una spogliarellista che approfitta di una lotta tra uno spacciatore e il suo contatto per rubare i loro soldi, la droga e l'auto. La ragazza vorrebbe utilizzare il denaro per iniziare una nuova vita. Ma i sogni non sempre si avverano

## Distribuzione
Il film e stato presentato in Canada il 21 settembre nel 2009

## Critica
Body Killer è stato accolto dalla critica nel seguente modo: su Imdb il pubblico la votato con 3,5 su 10